# Bavans
Bavans ist eine französische Gemeinde mit 3.566 Einwohnern (Stand: 1. Januar 2022) im Département Doubs in der Region Bourgogne-Franche-Comté.

## Geographie
Bavans liegt auf 330 m, etwa sechs Kilometer südwestlich der Stadt Montbéliard (Luftlinie). Das Dorf erstreckt sich auf einer Terrasse nördlich des Doubstal gegenüber von Dampierre-sur-le-Doubs, südwestlich des Mont Bart und am Nordrand der äußersten Höhenzüge des Juras.
Die Fläche des 8,83 km² großen Gemeindegebiets umfasst einen Abschnitt des Doubstals. Die südliche Grenze verläuft entlang dem Doubs, der hier mit mehreren Windungen in einer ungefähr ein Kilometer breiten flachen Talniederung nach Westen fließt und von der Wasserstraße des Rhein-Rhône-Kanals begleitet wird. Nach Osten reicht der Gemeindeboden bis zur Mündung des Allaine in den Doubs. Vom Flusslauf erstreckt sich das Gemeindeareal nordwärts über die Talaue und eine rund 10 bis 20 m hohe Geländestufe auf die Terrasse von Bavans (320 bis 340 m). Nach Norden steigt die Terrasse leicht an, bevor ein bewaldeter Hang zum langgezogenen Höhenrücken des Mont Bart überleitet. Mit 487 m wird im Bereich des Fort du Mont Bart die höchste Erhebung von Bavans erreicht. Dieser bewaldete Höhenzug bildet die nördliche Gemeindegrenze. Nur in einem schmalen Streifen erstreckt sich das Gebiet bis in die nördlich daran anschließende Talmulde von Présentevillers hinunter.
Nachbargemeinden von Bavans sind Sainte-Marie und Présentevillers im Norden, Bart im Osten, Voujeaucourt, Berche, Dampierre-sur-le-Doubs und Étouvans im Süden sowie Lougres im Westen.

## Geschichte
Bavans wurde erstmals 1139 unter dem heutigen Namen erwähnt. Spätere Bezeichnungen waren Bavens (1147), Bauvens (1150 und 1162), Bavans (1293), Bevens (1303), Bavans (1336), Bevans (1375), Bavans (1424), Bewant (1446), Bavan (1480) und Banvans (1559).
Das Gemeindegebiet von Bavans war schon in vorgeschichtlicher Zeit besiedelt, was anhand von verschiedenen Funden, darunter eines Gräberfeldes aus der Bronzezeit, nachgewiesen werden konnte. Der Ort wurde vermutlich im 6. oder 7. Jahrhundert von den Burgundern gegründet. Seit dem Mittelalter gehörte Bavans zur Grafschaft Mömpelgard (Montbéliard). Durch Pestepidemien und den Überfall der Guisen Ende des 16. Jahrhunderts weitgehend entvölkert, siedelten sich in Bavans protestantische Auswanderer aus der Schweiz an. Mit der Besetzung der Grafschaft Württemberg-Mömpelgard (Montbéliard) gelangte das Dorf 1793 endgültig in französische Hand. Zu einem wirtschaftlichen Aufschwung kam es Mitte des 19. Jahrhunderts mit dem Bau der Nationalstraße N463 von Montbéliard nach Besançon. Nach dem Deutsch-Französischen Krieg wurde von 1873 bis 1877 auf dem Mont Bart das gleichnamige Fort als Teil des Festungssystems Belfort-Montbéliard erbaut. Seit 2017 gehört Bavans zum Gemeindeverband Pays de Montbéliard Agglomération.

## Bevölkerung
| Jahr                       | 1962 | 1968 | 1975 | 1982 | 1990 | 1999 | 2008 | 2018 |
| -------------------------- | ---- | ---- | ---- | ---- | ---- | ---- | ---- | ---- |
| Einwohner                  | 1914 | 2594 | 3754 | 4148 | 4144 | 3917 | 3573 | 3628 |
| Quellen: Cassini und INSEE |      |      |      |      |      |      |      |      |

Mit 3566 Einwohnern (Stand 1. Januar 2022) gehört Bavans zu den mittelgroßen Gemeinden des Département Doubs. Nachdem die Einwohnerzahl in der ersten Hälfte des 20. Jahrhunderts stets im Bereich zwischen 970 und 1090 Personen gelegen hatte, wurde von 1950 bis 1980 ein markantes Bevölkerungswachstum verzeichnet. In dieser Zeit hat sich die Einwohnerzahl vervierfacht. Mitte der 1980er Jahre wurde mit rund 4200 Einwohnern der bisherige Höchststand erreicht. Seither wurde ein Rückgang um etwas mehr als 10 % registriert. Heute ist das Siedlungsgebiet von Bavans mit denjenigen von Bart und Voujeaucourt zusammengewachsen.

## Sehenswürdigkeiten
Die lutherische Kirche von Bavans (Temple luthérien) wurde im 18. Jahrhundert im klassischen Stil neu erbaut und 1843/44 sowie 1920 restauriert. Ihr Vorgängerbau stammte aus der Zeit um 1050. Auf dem Mont Bart befindet sich das Fort du Mont Bart, das in seinem ursprünglichen Zustand (1873–77) erhalten ist und das einen schönen Ausblick auf die Region Montbéliard bietet. Das Fort war Teil des Môle défensif du Lomont (Verteidigungslinie von Lomont) und wurde später Teil der Maginot-Linie. 1950 wurde es geschlossen.

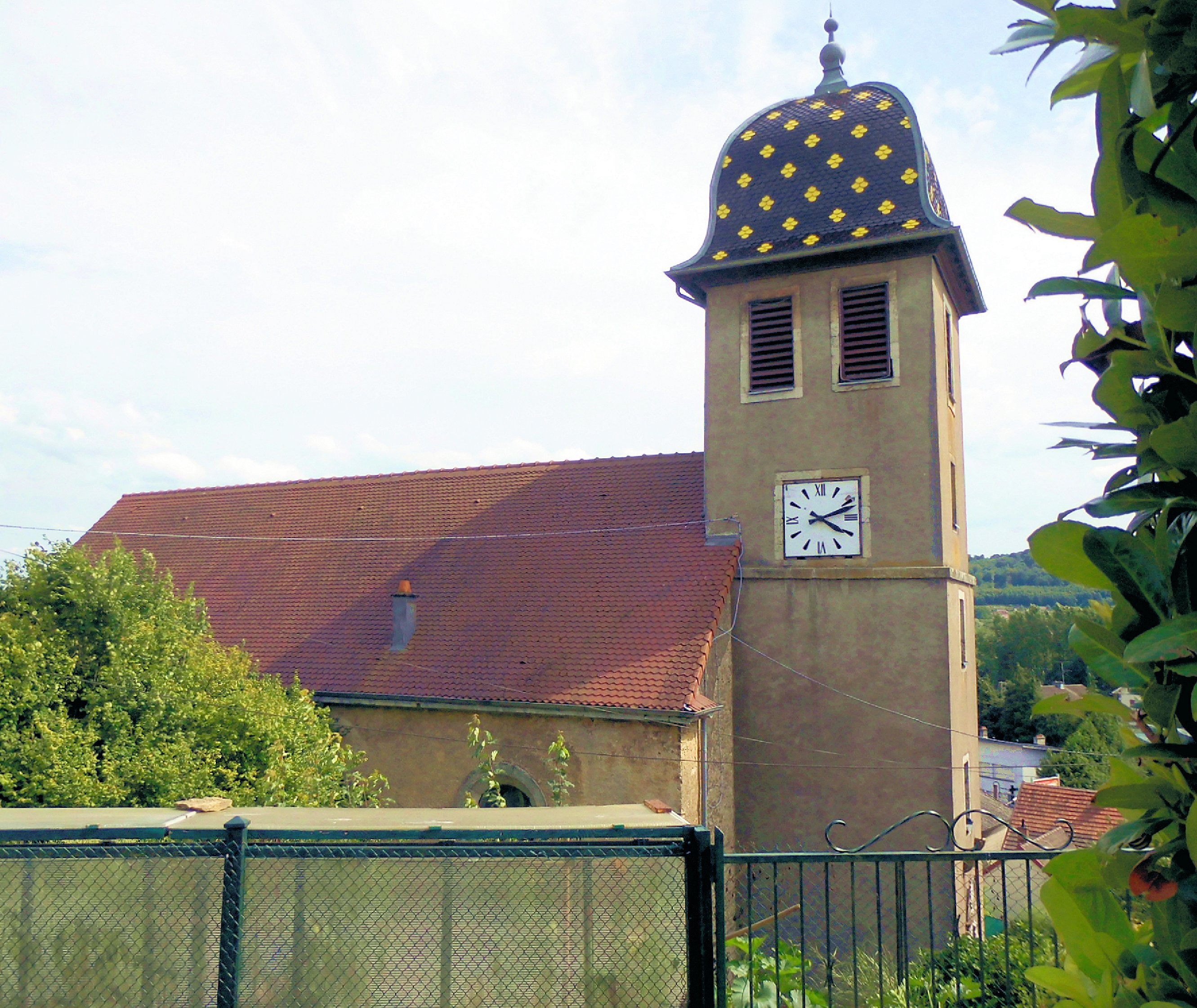
Lutherische Kirche Bavans
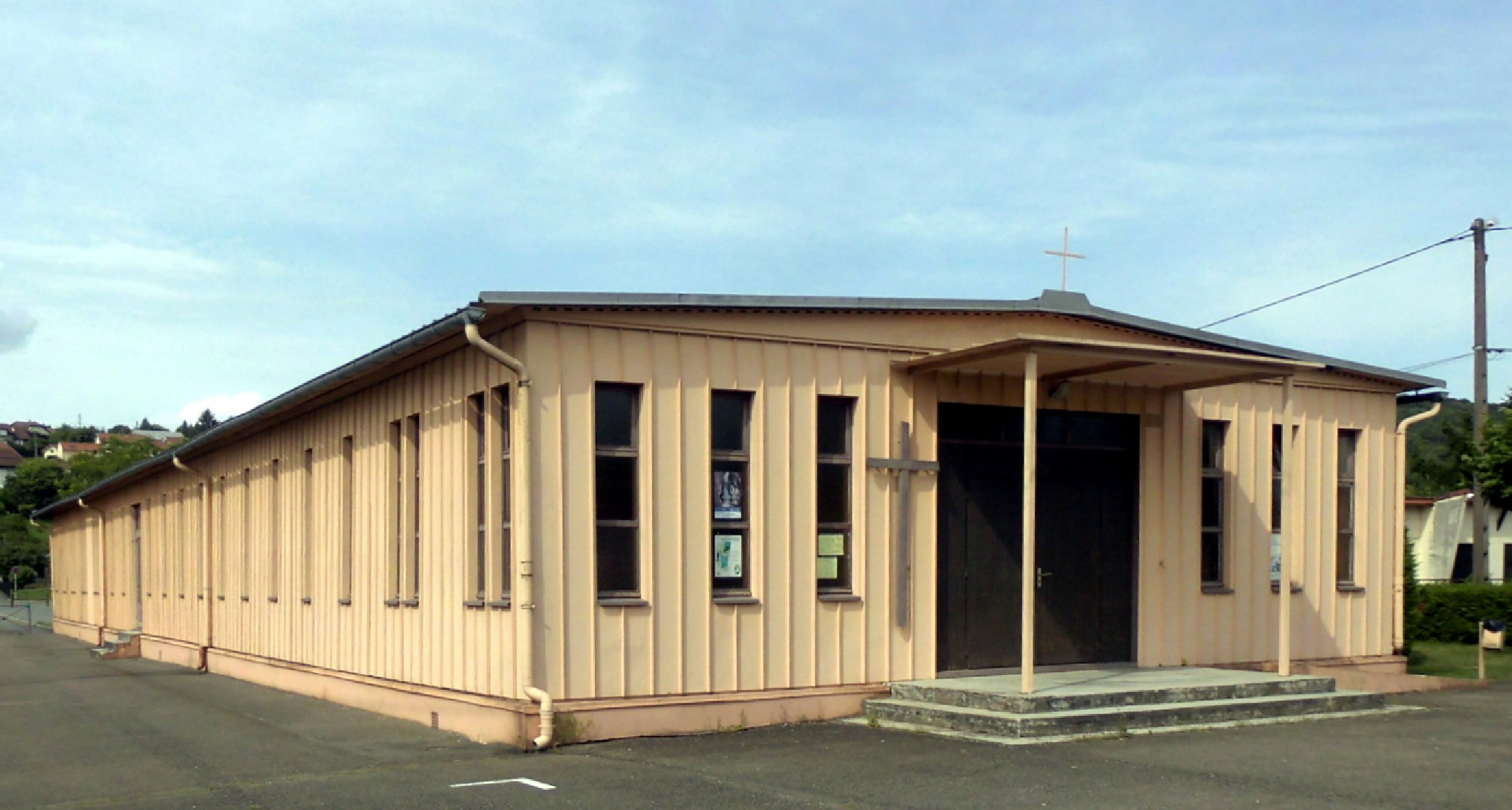
Katholische Kapelle Saint-Bruno in Bavans
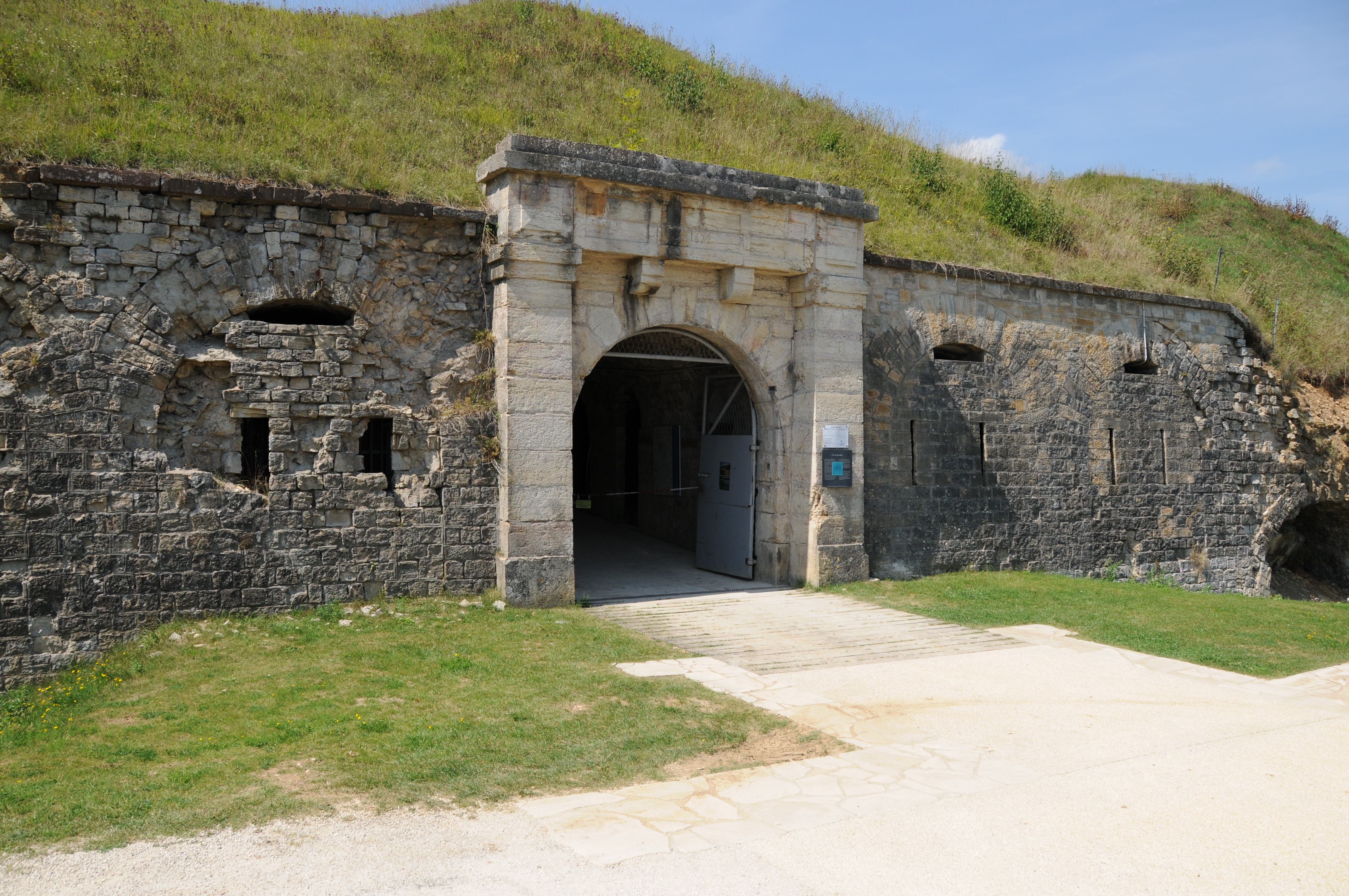
Fort du Mont Bart

## Wirtschaft und Infrastruktur
Bavans war bis zu Beginn des 20. Jahrhunderts ein vorwiegend durch die Landwirtschaft (Ackerbau, Obstbau und Viehzucht) und die Forstwirtschaft geprägtes Dorf. Seit den 1970er Jahren wurden im Doubstal entlang der Hauptstraße mehrere Industrie- und Gewerbezonen geschaffen. Hier ließen sich Unternehmen der Branchen Logistik, Forschung und Entwicklung, Transport und Baugewerbe nieder. Daneben gibt es zahlreiche Geschäfte des Einzelhandels. Mittlerweile hat sich das Dorf auch zu einer Wohngemeinde gewandelt. Viele Erwerbstätige sind deshalb Wegpendler, die in der Agglomeration Montbéliard ihrer Arbeit nachgehen.
Die Ortschaft ist verkehrstechnisch gut erschlossen. Sie liegt an der RN 463, die von Montbéliard nach L’Isle-sur-le-Doubs und weiter nach Besançon führt. Der nächste Anschluss an die Autobahn A36 befindet sich in einer Entfernung von ungefähr sechs Kilometern. Eine weitere Straßenverbindung besteht mit Présentevillers.
Im Jahr 2019 eröffnete der Automobilzulieferer Faurecia sein globales Wasserstoffkompetenzzentrum im Bavans.